# Acalypha paniculata
Acalypha paniculata é uma espécie de flor do gênero Acalypha, pertencente à família Euphorbiaceae.